# 牛稔文
牛稔文，字用余，号香隐，又号师竹，直隸天津縣人。《四库全书》缮书处分校官。與紀昀為表兄弟。
乾隆丙戌举人，乾隆四十年（1775年）授內閣中書。历官普洱知府、湖南督粮道。